# Nemeskisfalud
Nemeskisfalud est un village et une commune du comitat de Somogy en Hongrie.

## Personnalités liées
- László Madarász de Kisfalud (1811-1909), avocat et homme politique hongrois, il fut notamment responsable de la police (1848-1849) durant la Révolution hongroise.
- József Madarász de Kisfalud (1814–1915), avocat et homme politique hongrois.